# Nati nel 1180
| Questa pagina contiene informazioni ricavate automaticamente dalle voci biografiche con l'ausilio del template Bio e di un bot. L'aggiornamento è periodico e automatico e ricostruisce completamente la pagina. Se manca una persona in questa lista, sei pregato di non aggiungerla, ma accertati piuttosto che la sua voce biografica contenga il template Bio e che i dati anagrafici siano correttamente compilati. Se il template Bio manca, inseriscilo tu stesso o, in alternativa, metti l'avviso {{tmp\|Bio}} che ne segnala la mancanza. Se i dati riportati sono sbagliati, correggi direttamente la voce biografica; le modifiche saranno visibili in questa lista entro pochi giorni. Per chiarimenti vedi il progetto biografie. La lista contiene solo le 21 persone che sono citate nell'enciclopedia e per le quali è stato implementato correttamente il template Bio. Pagina aggiornata al 10 ago 2025. |

- 17 febbraio - Costanza d'Ungheria, nobile ungherese († 1240)
- 6 agosto - Go-Toba, imperatore giapponese († 1239)
- 11 settembre - Minamoto no Yoriie, militare giapponese († 1204)
- 25 ottobre - Gilberto di Clare, V conte di Gloucester, conte inglese († 1230)
- Alberto III di Tirolo, nobile († 1253)
- Alfonso II di Provenza, nobile († 1209)
- Bertoldo di Andechs-Merania, patriarca cattolico tedesco († 1251)
- Albert von Behaim, politico e religioso tedesco († 1260)
- Berenguela di Castiglia, regina († 1246)
- Ugo de' Borgognoni, medico italiano († 1258)
- Burcardo d'Avesnes, nobile fiammingo († 1244)
- Peire Cardenal, trovatore francese († 1278)
- Erik X di Svezia, re († 1216)
- Jean Halgrin d'Abbeville, arcivescovo cattolico e cardinale francese († 1237)
- Hawise di Chester, nobile britannica († 1241)
- Robert de Luzarches, architetto francese († 1222)
- Árni óreiða Magnússon, poeta islandese († 1250)
- Matteo Rosso Orsini, nobile italiano († 1246)
- Reginaldo d'Orléans, religioso francese († 1220)
- Taddeo I da Montefeltro, condottiero italiano († 1251)
- Guglielmo d'Alvernia, teologo francese († 1249)